# Aglais subtuspuncta
Aglais subtuspuncta är en fjärilsart som beskrevs av Reuss 1909. Aglais subtuspuncta ingår i släktet Aglais och familjen praktfjärilar. Inga underarter finns listade i Catalogue of Life.